# Estació meteorològica automàtica
Una Estació Meteorològica Automàtica (EMA) és una estació meteorològica en la qual els instruments efectuen i transmeten o enregistren automàticament les observacions, realitzant directament, en cas necessari, la conversió a la clau corresponent, o bé realitzant-se aquesta en una estació transcriptora. Aquesta és la definició segons l'Organització Meteorològica Mundial (WMO).
En general, doncs, una EMA consisteix en un sistema d'adquisició, processament i emmagatzematge de dades (freqüentment s'usa la terminologia anglesa i s'anomena datalogger), una sèrie de sensors per mesurar diverses variables meteorològiques, un sistema de comunicacions (via mòdem, ràdio, satèl·lit, etc) i un sistema d'alimentació (que pot ser autònom i abastir-se d'energia solar, o estar connectat a la xarxa elèctrica).
El sensors que incorpora una EMA depenen bàsicament de l'aplicació que es vulgui donar a l'estació. Existeixen sensors força específics, com el d'humectació (aplicacions agrometeorològiques) o el de gruix de neu (nivològiques), i d'altres de més generals, com el de temperatura ambient o el d'humitat relativa.

## Sensors més importants

### Temperatura
Per a la mesura de la temperatura s'aprofiten les propietats de certes resistències, les quals varien el seu valor en funció de la temperatura de manera més o menys lineal. El més habitual és utilitzar resistències de materials conductors (termoresistències) i semiconductors (termistors).
Per obtenir la temperatura la major part de sensors meteorològics no mesuren directament el valor d'aquesta resistència, sinó que la calcul·len de manera indirecta aplicant-hi una petita intensitat (de l'ordre de mA) per obtenir un valor de voltatge proporcional a la temperatura (0 -1 V de -40 °C a + 60 °C, per exemple) a partir de la Llei d'Ohm (V = R * I).
Molts dels sensors meteorològics es construeixen amb termoresistències, i el metall més utilitzat és el platí, gràcies a les seves múltiples virtuts: estable, precís, lineal, fàcil d'obtenir de forma pura, dúctil, amb un punt de fusió alt i resistent a la corrosió. La denominació de les resistències de platí és PtX, on Pt és el símbol químic del platí i X el valor de la resistència en ohms a 0 °C. Una Pt100, doncs, és una resistència de platí amb un valor nominal de 100 ohms a 0 °C.

### Humitat
Els sensors meteorològics es basen normalment en les variacions de les propietats dielèctriques d'un material sòlid, higroscòpic, en funció de la humitat relativa. La part sensible del sensor consisteix en una fina fulla polímera disposada entre dos elèctrodes formant un condensador. L'absorció de vapor d'aigua per part del polímer fa variar la seva capacitància; major en augmentar la humitat relativa.
La mesura del sensor s'acostuma a realitzar a través d'un circuit electrònic que converteix el valor de capacitància en freqüència, i posteriorment en un valor de voltatge proporcional a la humitat relativa (0 – 1 V de 0 – 100%, per exemple).

### Abric
L'abric meteorològic és important. La temperatura i la humitat relativa de l'aire es mesuren dins d'un abric meteorològic i a una alçada d'entre 1.25 i 2 metres del sòl.
És molt important protegir els sensors de temperatura i humitat relativa de les diverses condicions atmosfèriques: pluja, radiació, neu, vent, etc. Amb aquest propòsit existeix un ampli ventall d'abrics meteorològics, des de la gàbia de fusta (o de plàstic) de doble persiana habitual en les estacions manuals, fins als abrics de platets de termoplàstic o els abrics aspirats, amb circulació d'aire forçada, utilitzats en la major part d'estacions automàtiques.
En tots els casos l'objectiu dels abrics és el de protegir els sensors de manera que les condicions de temperatura i humitat dins d'aquests siguin tan semblants com sigui possible a les exteriors. En qualsevol cas, les respostes dels diversos abrics mai no seran les mateixes, malgrat que el seu coneixement i estudi ens permeti minimitzar les seves diferències.

### Direcció i velocitat del vent
La velocitat del vent es mesura en m/s, i la direcció en graus (de 0ο a 359ο). Els sensors s'han d'instal·lar a una alçada de 10 m per minimitzar els efectes del sòl en el flux horitzontal de l'aire. Per a la mesura del vent en superfície s'utilitzen majoritàriament penells i anemòmetres d'hèlixs o de culleres. També les diverses formes combinades d'anemopenells.
Per a l'obtenció de la velocitat del vent s'empreen moltes i variades tecnologies. Habitualment es tracta d'algun transductor que converteix la rotació de les hèlixs o les culleres en un senyal analògic mesurable. Per exemple, una ona sinusoidal de senyal altern (AC) amb la freqüència proporcional a la velocitat del vent o un voltatge continu directament proporcional a aquesta velocitat.
Per a l'obtenció de la direcció del vent el més habitual és utilitzar un o dos potenciòmetres (resistència variable). La posició del penell és transmesa a la unitat d'adquisició pel potenciòmetre de precisió, el qual requereix un voltatge d'excitació regulat. Amb un voltatge constant aplicat al potenciòmetre, el senyal de sortida és un voltatge analògic directament proporcional a l'angle de la direcció del vent.
Cada vegada més s'empren sensors de vent basats en impulsos d'ultrasons. Aquests utilitzen el temps emprat per un impuls ultrasònic en viatjar des d'un transductor situat en un extrem del sensor fins a un altre transductor situat en un altre extrem.

### Pressió atmosfèrica
S'anomena pressió atmosfèrica a la força exercida per unitat de superfície per l'atmosfera terrestre. En el Sistema Internacional de mesura la unitat de pressió és el Pascal (Pa). Per aquest motiu la pressió atmosfèrica s'expressa en hectoPascals (hPa), malgrat que encara s'empreen els milibars (mbar), que són equivalents: 1 hPa = 1 mbar. Per a la mesura de la pressió atmosfèrica s'utilitzen baròmetres capacitius, de quars, piezoelèctrics i d'altres.
Amb tot, molts d'aquests sensors es basen en la variació d'un diafragma flexible, que es deforma en funció de la pressió aplicada. La deformació del diafragma s'amplifica i es transforma normalment en un valor de voltatge (0 – 1 V) o d'intensitat (4 – 20 mA) proporcional a la pressió atmosfèrica.

### Precipitació
La precipitació es mesura en l/m2 o mm, i correspon a 1 litre d'aigua en 1 m2 de superfície, el que suposa un gruix d'1 mm, sobre aquesta mateixa superfície.
Per a la mesura de la intensitat de precipitació s'utilitzen majoritàriament pluviòmetres de balancí. El seu funcionament es basa en el tancament d'un contacte magnètic quan es produeix la basculació d'un balancí cada vegada que aquest s'omple d'aigua.
Estan dissenyats per a la mesura de la pluja, però poden incorporar un sistema de calefacció que permeti fondre la precipitació sòlida (neu, calamarsa, etc) i mesurar-la en forma d'aigua (amb una pèrdua important per evaporació).
Per a la mesura de tota mena de precipitació existeixen els pluviòmetres totalitzadors, que acumulen la precipitació dins d'un receptacle. Normalment aquests totalitzadors són pluviòmetres de nivell o de pesada. Els primers realitzen la mesura a partir del nivell que assoleix la precipitació dins del receptacle; i els segons aprofiten el pes de la precipitació per mesurar-la. Depenent de si el buidatge és automàtic o no, és necessari afegir certa quantitat d'olis específics per evitar-ne l'evaporació amb el pas del temps, i també anticongelant en els casos que s'esperin temperatures negatives.
En general s'han d'instal·lar a una alçada no superior a 150 cm, i, sobretot per la mesura de la neu, protegir-se de l'acció del vent, que pot arribar a causar pèrdues de precipitació de fins al 50%. En aquest cas s'hauran de situar sempre a una alçada superior al nivell màxim esperat de neu.
Cada vegada més s'utilitzen sensors òptics (disdròmetres) i petits radars per a la mesura i identificació de tota mena de precipitació.
En aplicacions nivològiques també s'incorporen sensors ultrasònics de distància. Aquests mesuren el gruix de neu acumulat a partir del temps emprat per un impuls d'ultrasons (eco) en anar i tornar del sensor.